# ایست فیلیپس (مینیاپولیس)
ایست فیلیپس (به انگلیسی: East Phillips) یک منطقهٔ مسکونی در ایالات متحده آمریکا است که در مینیاپولیس واقع شده‌است. ایست فیلیپس ۴٬۹۰۴ نفر جمعیت دارد.